# Mandala von Dorje Shugden

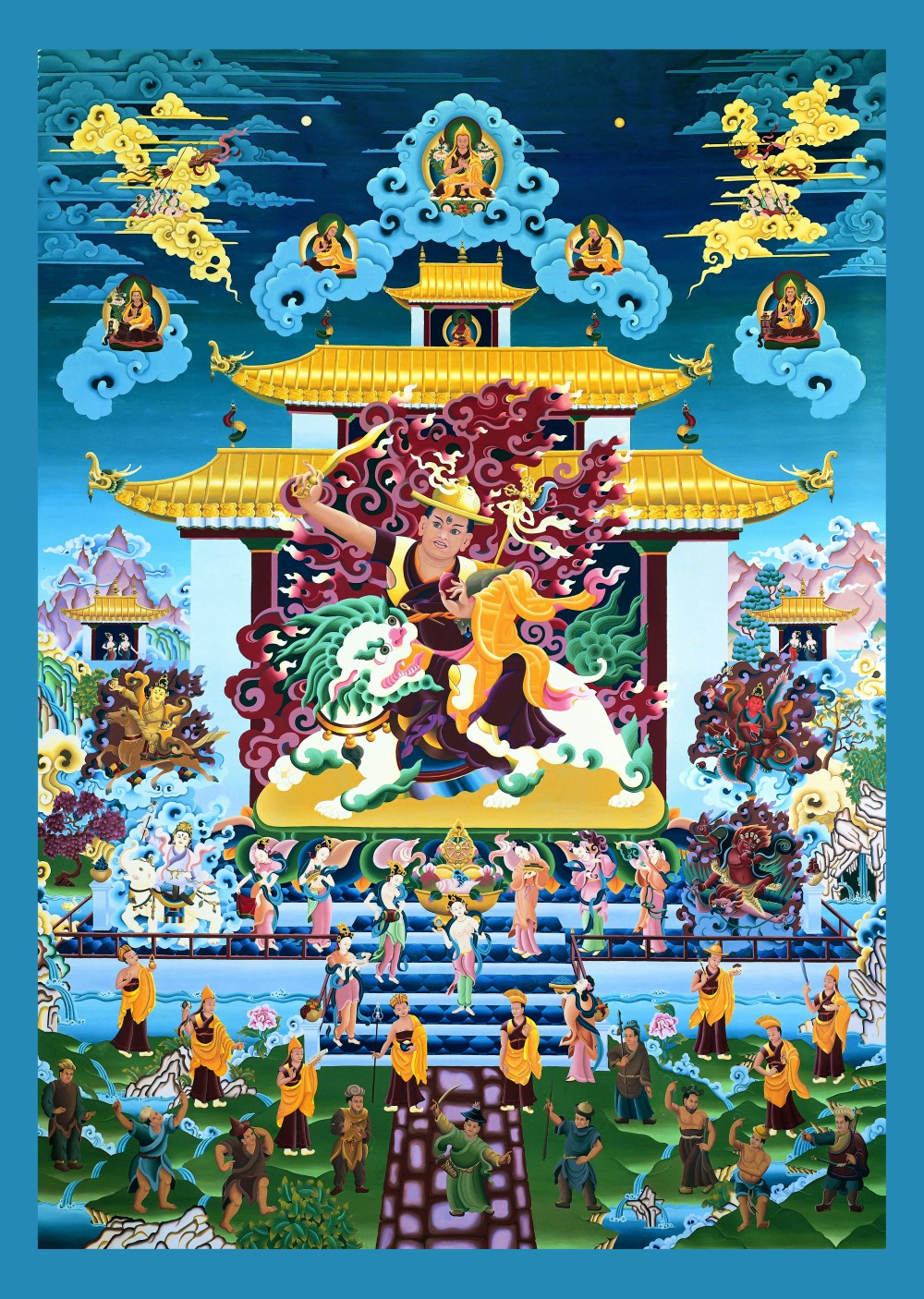
Bildliche Darstellung des Mandalas von Dorje Shugden mit der Vorderansicht des Palastes, der von jeder Seite je ein Tor und einen Treppenaufgang hat

Das Mandala von Dorje Shugden symbolisiert das Reine Land der buddhistischen Gottheit Dorje Shugden, einem Dharmabeschützer im tibetischen Buddhismus. Das Mandala ist sehr umfangreich, daher beschreibt der Artikel nur einige grundlegende Elemente sowie deren Symbolik. Ein Mandala wird bei einigen dem Vajrayana zugehörigen Gruppen als Grundlage für die tantrische buddhistische Praxis verwendet. Bildliche Darstellungen eines Mandalas dienen dabei als „Meditationsobjekt“, das heißt, der Praktizierende visualisiert das Mandala im Geist.

## Grundaufbau
Das Reine Land von Dorje Shugden kann laut Überlieferung wie folgt grob beschrieben werden: Im Mandala gibt es einen Palast, der von Bergen umgeben ist. Der Palast hat einen quadratischen Grundriss. Auf jeder Seite gibt es ein Tor, die vier Tore sind jeweils über Treppen erreichbar. Der Palast hat acht Säulen und ein dreistufiges goldenes Dach. Innerhalb des Mandala-Palastes und um ihn herum befinden sich die 32 Gottheiten von Dorje Shugden. Im Zentrum ist die Hauptgottheit Dorje Shugden selbst, die zusammen mit den sie umgebenden Gottheiten Vairochana Shugden, Ratna Shugden, Pema Shugden und Karma Shugden die „fünf Linien“ bildet. Des Weiteren gibt es das „Gefolge“: Die „Neun Großen Mütter“, Die „Acht Vollordinierten Mönche“ und die „Zehn zornvollen Gottheiten“.

## Bedeutung
Anhänger von Dorje Shugden betrachten ihn als Manifestation des Weisheitsbuddhas Manjushri und sehen die Meditation über das Mandala als Praxissystem um alle Stufen des Pfades zur Erleuchtung (tib. Lamrim) zu vollenden. Die Beschreibung des Mandalas ist als Meditationsanleitung in verschiedenen Gebetstexten (Sanskrit: Sadhana) enthalten.
Im Mandala ist der Palast umgeben von einem Kreis „juwelengeschmückter“ Berge, welche die 22 Ebenen des Erleuchtungsgeistes Bodhichitta symbolisieren. Die vier Treppen des Palastes versperren die sogenannten „vier Tore“ durch die moralische Übertretungen begangen werden (nicht wissen, welches die Gelübde sind, mangelnder Respekt für Buddhas Unterweisungen, starke Verblendungen, Nichtgewissenhaftigkeit). Die acht Säulen symbolisieren den achtfachen höheren Pfad, das goldene, dreistufige Dach zeigt die guten Qualitäten der Lehre Je Tsongkhapas.
Die 32 Gottheiten im Mandala von Dorje Shugden entsprechen den 32 Gottheiten des Mandalas von Guhyasamâja, sowie des Körper-Mandalas von Lama Losang Tubwang Dorjechang, der in seiner Essenz Je Tsongkhapa ist. Gemäß einer Überlieferung soll nach Je Tsongkhapas Tod, Khädrubje (einer seiner Hauptschüler) Visionen von ihm empfangen haben. Demnach erscheinen die fünf Anhäufungen (Sanskrit: Skandhas), Elemente, Quellen und Glieder (nach buddhistischer Lehre konstituieren sich hieraus Körper und Geist eines Wesens) von Lama Losang Tubwang Dorjechang im Aspekt der „Fünf Linien“ von Dorje Shugden und seinem „Gefolge“. Die „Fünf Linien“ entsprechen den fünf Dhyani-Buddhas (tib.: sku lnga rgyal po), oder Buddha-Familien, siehe dazu auch Adibuddha.

## Die Hauptgottheit – Dorje Shugden
Dorje Shugden wird als Manifestation der Anhäufung des Bewusstseins von Lama Losang Tubwang Dorjechang, oder Je Tsongkhapa betrachtet. Es wird ihm die gleiche Natur wie Buddha Akshobya zugeschrieben. Er wird von seinen Anhängern verehrt, um Mitgefühl und Weisheit zu entwickeln und zu vergrößern, sowie äußere und innere Hindernisse für die spirituelle Praxis zu beseitigen.
Dorje Shugden wird im Mandala als vollordinierter Mönch dargestellt, um zu zeigen, dass die Praxis reiner moralischer Disziplin essentiell ist für diejenigen, die Erleuchtung erlangen möchten. In seiner linken Hand hält er ein Herz. Es symbolisiert Großes Mitgefühl und spontane große Glückseligkeit. Dies wird als die Essenz aller Stufen des weiten Pfades von Sutra und Tantra gesehen.
Sein runder, gelber Hut steht für die Sichtweise Nagarjunas. Das „Weisheitsschwert“ in seiner rechten Hand bedeutet, Unwissenheit, die Wurzel Samsaras, mit der scharfen Klinge der Sichtweise Nagarjunas zu durchschneiden. Dies wird als die Essenz aller Stufen des tiefgründigen Pfades von Sutra und Tantra gesehen.
Dorje Shugden reitet einen Schneelöwen, das Symbol der „Vier Furchtlosigkeiten“ eines Buddhas. Ein „juwelenspeiender Mungo“ sitzt auf seinem linken Arm. Er symbolisiert Dorje Shugdens Macht, all denjenigen Reichtum zu gewähren, die ihm vertrauen. Das einzelne Auge in der Mitte seiner Stirn symbolisiert seine allwissende Weisheit, die alle vergangenen, gegenwärtigen und zukünftigen Phänomene gleichzeitig und direkt wahrnimmt. Sein zornvoller Ausdruck weist darauf hin, dass er Unwissenheit, den wirklichen Feind aller Lebewesen, zerstört, indem er sie mit großer Weisheit segnet, und dass er die Hindernisse reiner Dharma-Praktizierender zerstört.

## Die vier Gottheiten der Fünf Linien
Gemäß einem Gebet des Sakya Meisters Sachen Kunlo sowie einem traditionellen Gebetstext an Dorje Shugden können die anderen vier Hauptgottheiten wie folgt beschrieben werden:
Vairochana Shugden: Er hat einen weißfarbenen Körper, sein Lächeln ist leicht zornvoll. In seiner rechten Hand hält er eine Lanze mit Seidentüchern umbunden und geschmückt mit einem Spiegel. In seiner linken hält er eine Schlinge. Er trägt eine wehende weiße Seidenrobe und einen goldenen Turban und reitet einen Elefanten mit einem langen Rüssel.
Er wird als Manifestation der Anhäufung der Form von Lama Losang Tubwang Dorjechang betrachtet und besitzt die gleiche Natur wie Buddha Vairochana.
Er soll helfen, negatives Karma und Hindernisse zu überwinden.
Ratna Shugden: Er hat einen gelbfarbenen Körper. Mit seiner rechten Hand hält er eine goldene „Lebensvase“ zum Himmel empor, die mit dem „Nektar der Unsterblichkeit“ gefüllt und an ihrer Öffnung mit einem „wunscherfüllenden Baum“ geschmückt ist. In seiner linken Hand hält er eine kostbare, mit Juwelen gefüllte Schale. Er trägt eine prächtige gelbe Robe und ist mit Juwelenornamenten geschmückt. Er reitet ein himmlisches Palominopferd, das mit einem schönen Zaumzeug und Sattel ausgestattet ist. Er wird als Manifestation der Anhäufung des Gefühls von Lama Losang Tubwang Dorjechang betrachtet und besitzt die gleiche Natur wie Buddha Ratnasambhava.
Er soll Glück, Lebensspanne und tugendhafte Realisationen der Praktizierenden vergrößern.
Pema Shugden: Er hat einen blutrotfarbenen Körper. Sein Lächeln ist sowohl zornvoll als auch strahlend und er zeigt eine kokette Art. In seiner rechten Hand hält er einen „zähmenden Haken“ zum Himmel empor der mit roten Seidentüchern geschmückt ist. Dies soll symbolisieren, dass er alle „drei Bereiche“ unterwerfen kann.
In seiner linken Hand hält er eine juwelenverzierte Schlinge. Er trägt vornehme rote Seidengewänder, die mit roten Blumen geschmückt sind und reitet einen türkisfarbenen Drachen. Er wird als eine Manifestation der Anhäufung der Unterscheidung von Lama Losang Tubwang Dorjechang betrachtet und besitzt die gleiche Natur wie Buddha Amitabha.
Karma Shugden: Er hat einen sehr dunkelroten Körper und zeigt eine zornvolle Art. Seine rechte Hand schwingt ein Schwert und seine linke Hand hält ein Herz an seinen Mund, welches symbolisiert, dass er große Kraft hat Hindernisse zu überwinden. Er trägt schwarze Seidengewänder und reitet einen zornvollen Garuda.
Er wird als eine Manifestation der Anhäufung der zusammensetzenden Faktoren von Lama Losang Tubwang Dorjechang betrachtet und besitzt die gleiche Natur wie Buddha Amoghasiddhi. Er soll helfen die vier Maras und böse Geister zu überwinden, die versuchen, vertrauensvollen Schülern zu schaden.

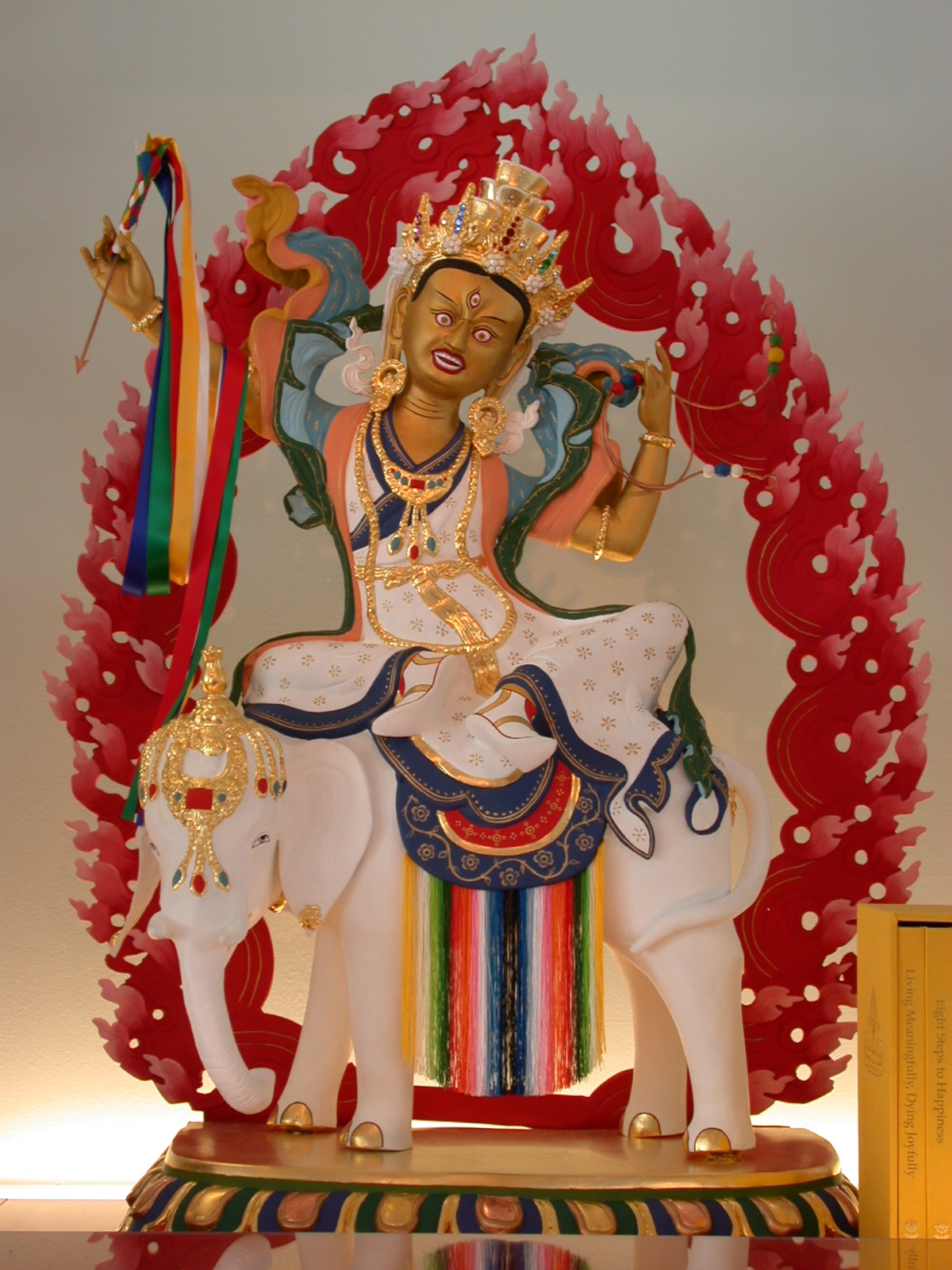
Vairochana Shugden Buddhistischer Tempel, Zürich
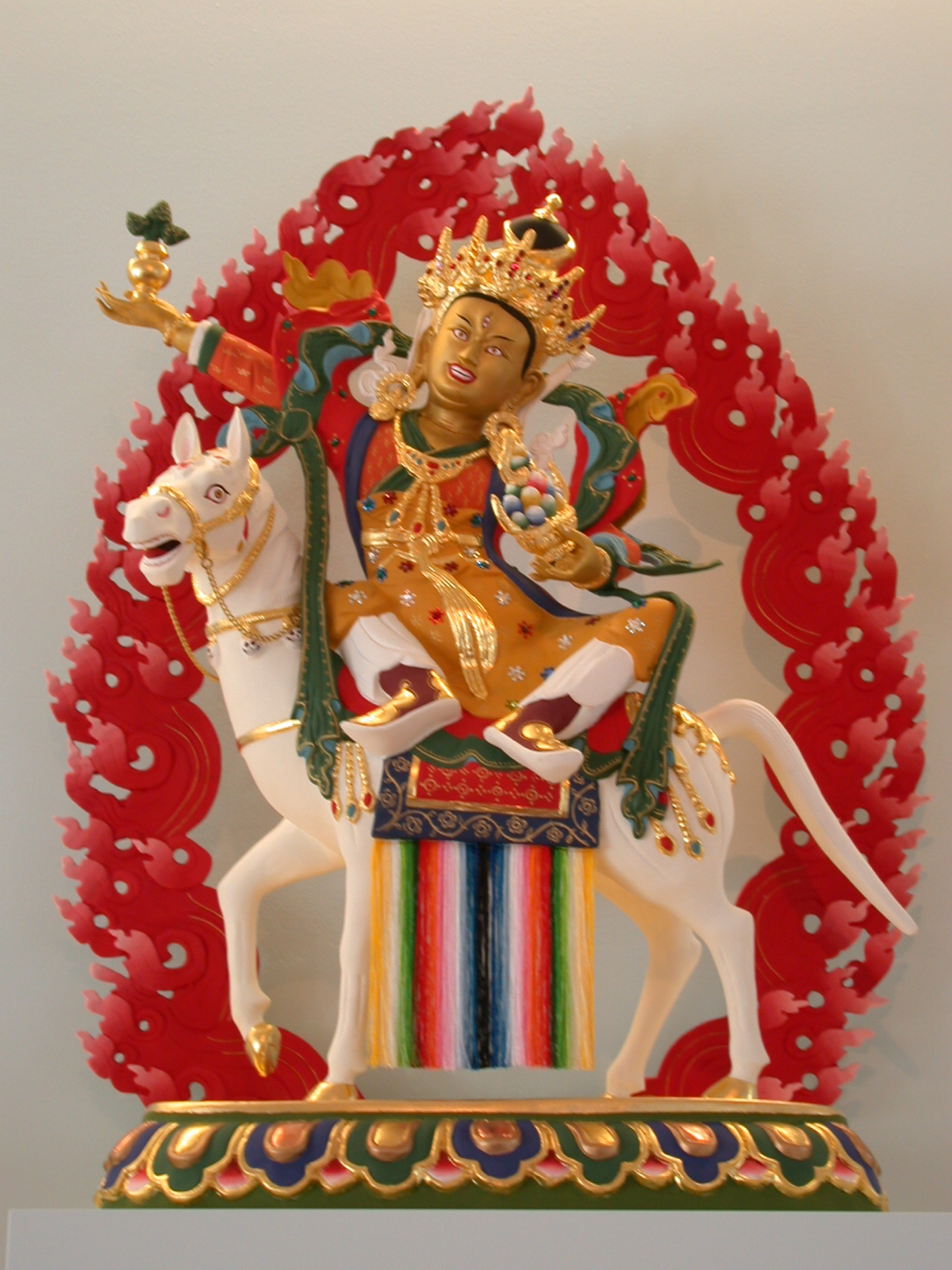
Ratna Shugden Buddhistischer Tempel, Zürich
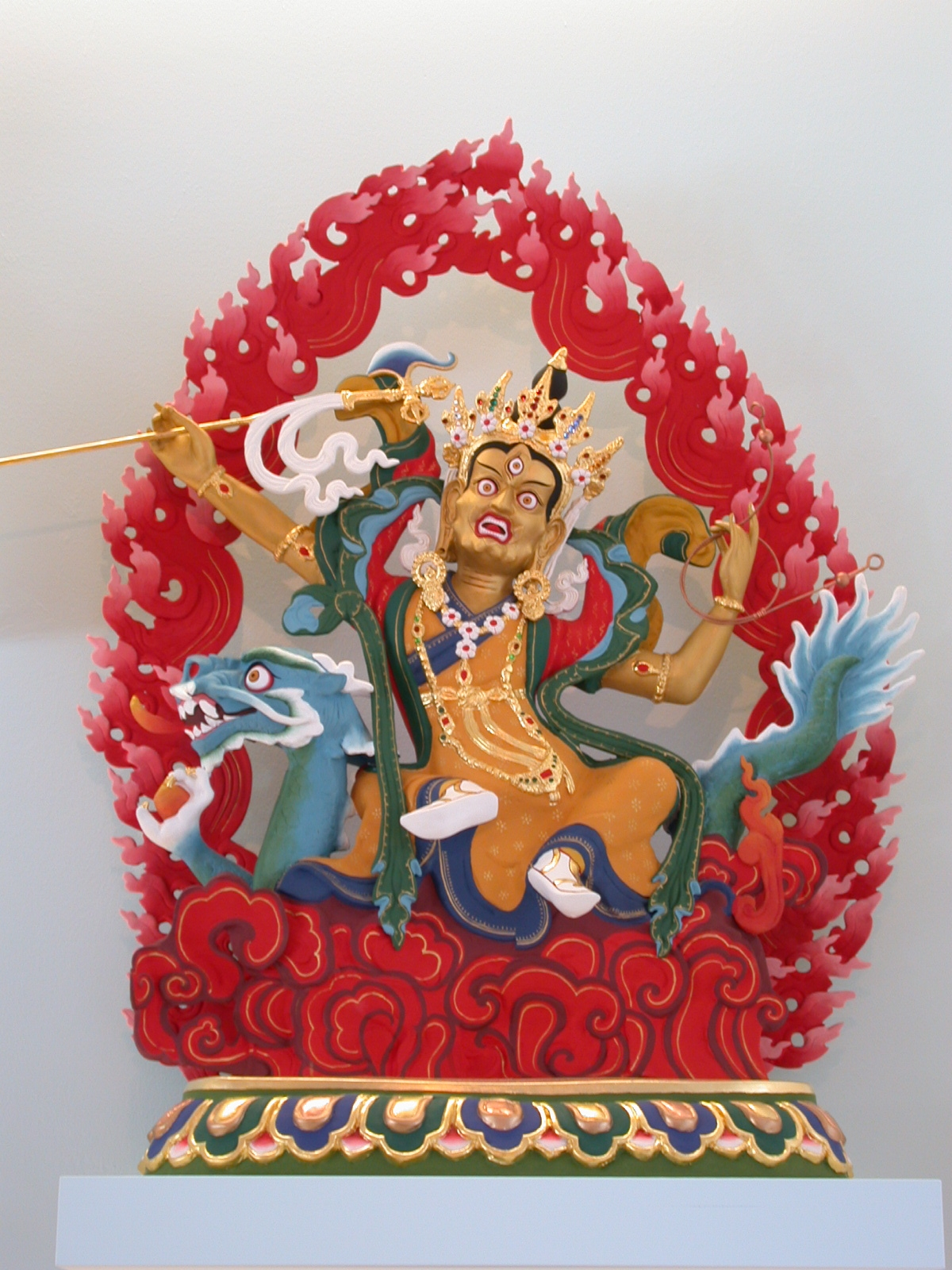
Pema Shugden Buddhistischer Tempel, Zürich
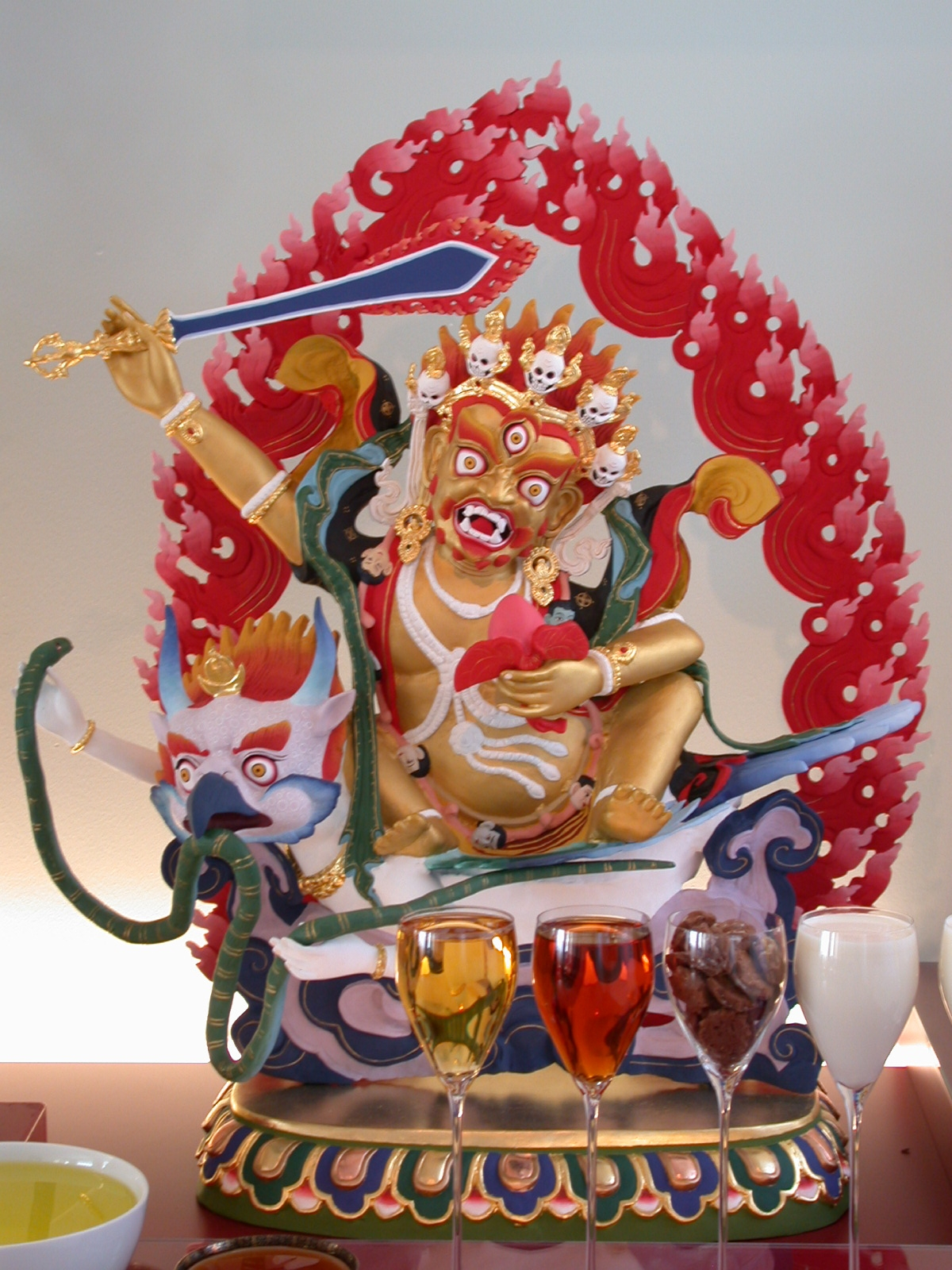
Karma Shugden Buddhistischer Tempel, Zürich

## Das Gefolge
Die Vier Elemente (Erde, Wasser, Feuer, Luft) und die Fünf Objektquellen (Form, Klang, Geruch, Geschmack, Tastobjekt) von Lama Losang Tubwang Dorjechang werden im Mandala als die „Neun Großen Mütter“ symbolisiert. Sie sollen die Anhänger Dorje Shugdens in ihrer tantrischen Praxis unterstützen. Die „Acht Vollordinierten Mönche“ sollen bei der Sutra-Praxis, und die „Zehn Zornvollen Gottheiten“, sollen bei den verschiedenen täglichen Verrichtungen helfen.

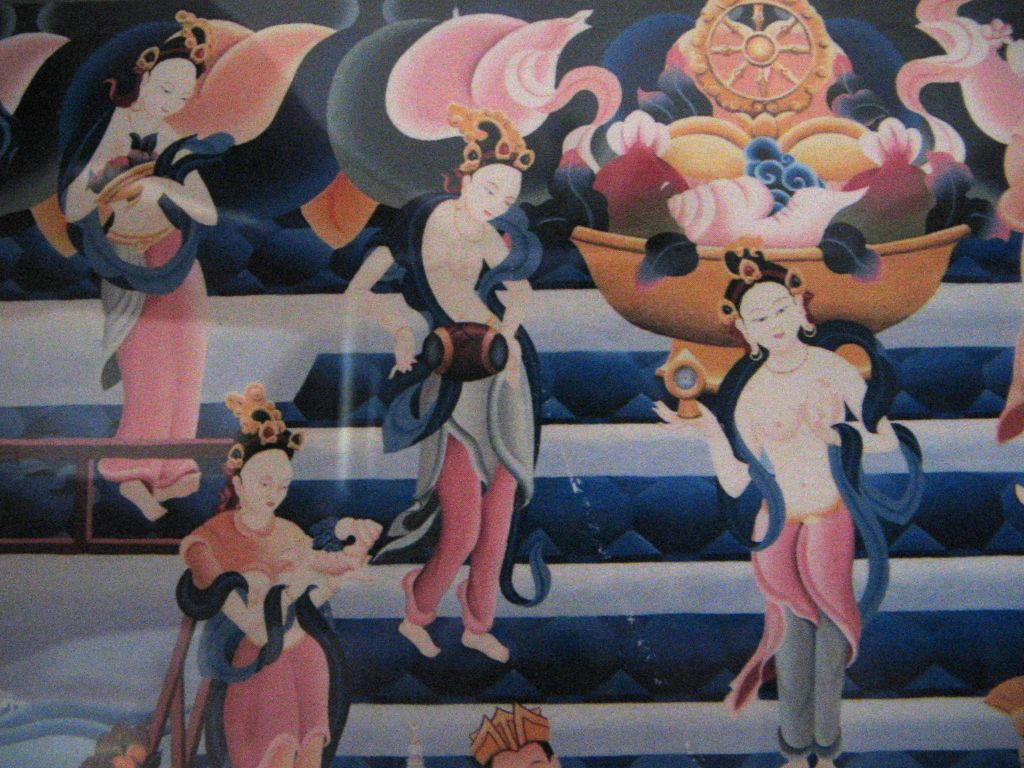
Neun Große Mütter
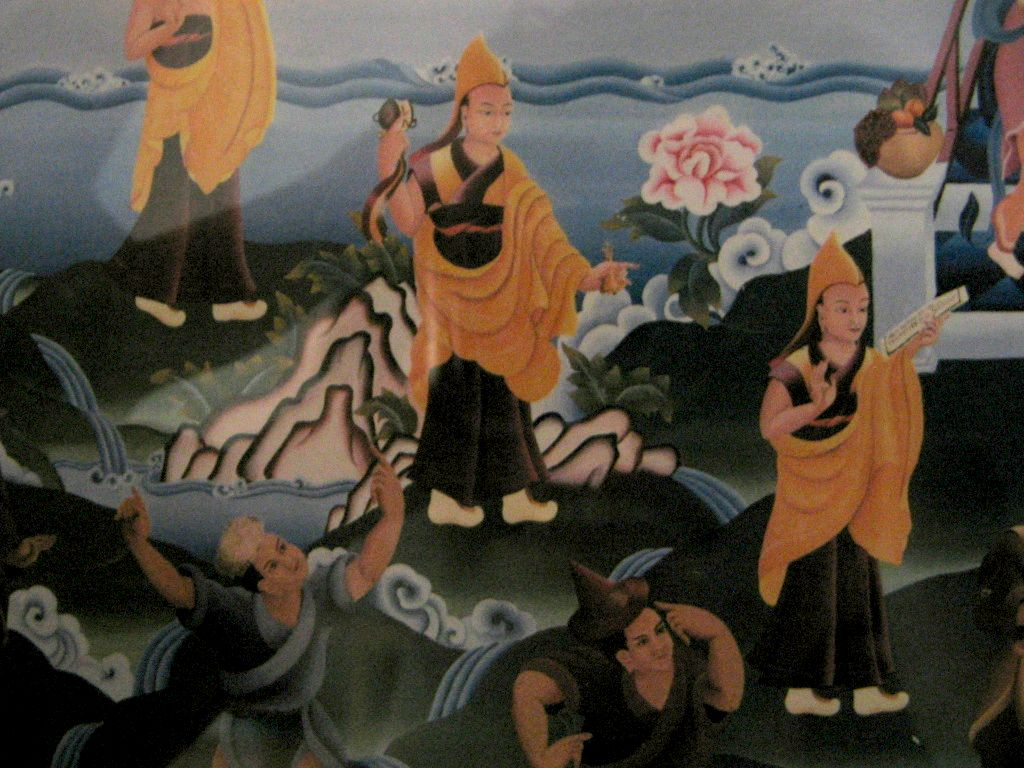
Acht Vollordinierte Mönche
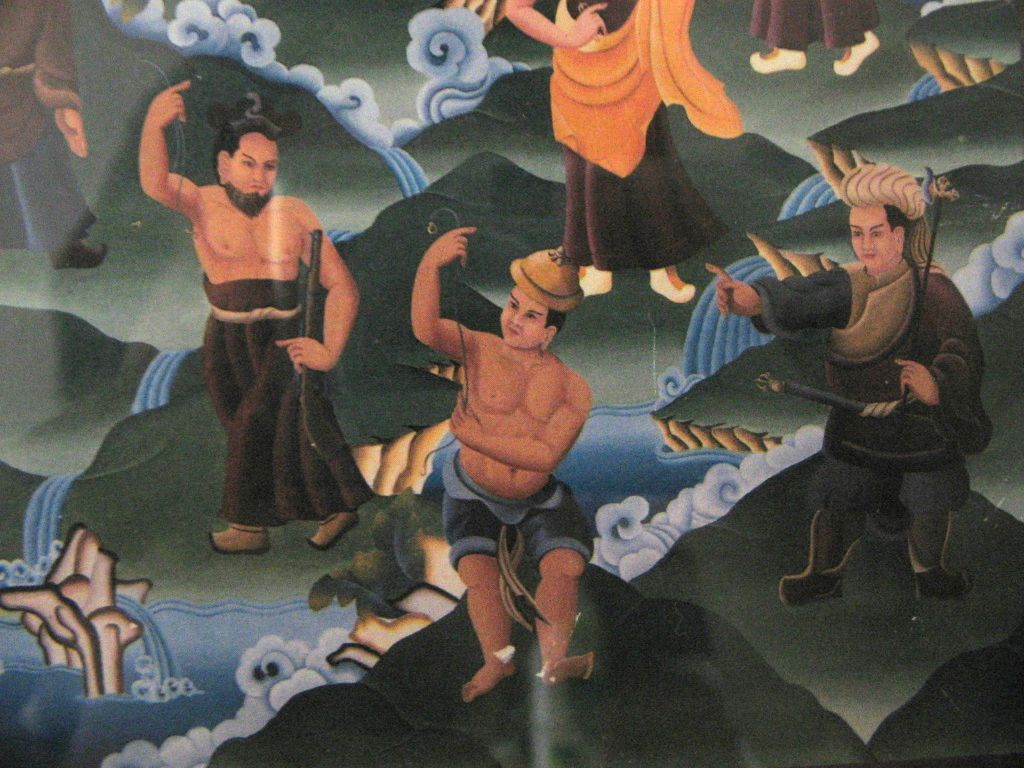
Zornvolle Gottheiten